# Bandingilo Nationalpark
Bandingilo Nationalpark, undertiden stavet Badingilo, er en nationalpark beliggende i regionen Equatoria i Sydsudan. Parken ligger i  delstaterne Central Equatoria og Eastern Equatoria, og blev etableret i 1992. Parken der ligger ved den Hvide Nil, har et areal på 10.000 km² Den omfater også store marskområder, der strækker sig op i delstaten  Jonglei. 
Den næststørste årlige dyrevandring finder sted, når flere antilopearter , herunder bohor-rørbuk, tiang og hvidøret kob bevæger sig mellem Bandingilo Park og Boma Nationalpark. I 2021 anslog man at vandringenomfattede 1 million kob og 200.000 tiang. En undersøgelse fra 2023 viste, at det muligvis er verdens største migration, inklusive 5 millioner hvidørede kob, 350.000 Mongalla gazeller, 300.000 tiang og 160.000 bohor rørbukke. Migrationen sker fra januar til juni. Dyrene vandrer fra Bandingilo til Boma og Gambella Nationalpark i Etiopien. Derefter vendes mønsteret fra november til januar.
Parken er også hjemsted for de kritisk truede arter Nubisk giraf, Nordøstafrikansk gepard og Nordlig løve. Derudover er der Afrikansk vildhund, karakal og plettet hyæne. Parken understøtter store fuglebestande, og det anslås at der  i 2021 er 400 arter. Den er blevet udnævnt til et Important Bird Area (IBA).
I løbet af regntiden oversvømmes græsarealerne. I  tørtiden er der derefter omfattende afbrænding. Dette hjælper med at bevare græsarealernes levesteder.

## Historie
Den 6. juli 2011, tre dage før Sydsudan formelt løsrev sig fra Sudan, blev et administrativt hovedkvarter officielt åbnet ved en indvielsesceremoni ledet af guvernøren for Central Equatoria, Clement Wani.
I august 2022 underskrev African Parks en 10-årig fornyelig aftale med Sydsudans regering om at forvalte Bandingilo- og Boma Nationalparker.Før det blev parkerne forvaltet af Miljøministeriet og Skovbrug, og Ministeriet for Naturbeskyttelse og Turisme.

## Bevaring
Den 22 år lange krig mellem Sudan og Sydsudan syntes ikke at påvirke dyrebestandene i det område, som parken nu omfatter. Men udviklingen af det nye land blev en trussel. Yderligere konflikt varede fra omkring 2013 til 2020. Fra 2021 er naturforkæmpere ikke i stand til at overvåge virkningerne på dyrepopulationer og levesteder.
Selvom parken er et stort naturreservat, ligger den inden for et oliekoncessionsområde for TotalEnergies, hvilket potentielt udsætter den for opmåling og boring.